# United States Special Operations Command Korea

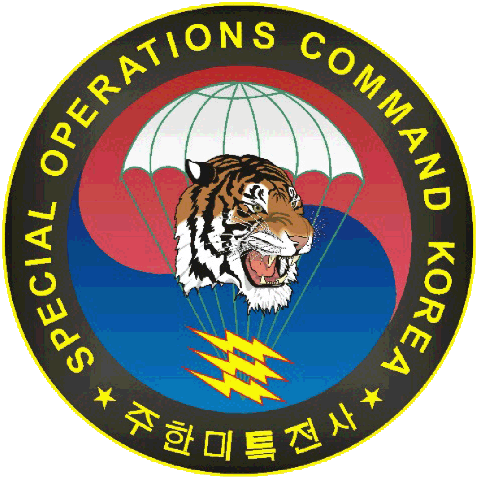
Emblem

Das United States Special Operations Command Korea, kurz USSOCKOR oder SOCKOR, ist ein Unterverbundkommando des SOCOM. Zwischen 1988 und 1995 wurde das SOKOR mit SOC-K abgekürzt.
Das SOC-K entstand aus der Special Operations Division-Korea (SOD-K), welche den United States Forces Korea (USFK) unterstand. Am 1. Oktober 1988 wurde dann das SOC-K offiziell gegründet, unterstand jedoch immer noch den USFK. Gary Luck, Kommandeur der USFK von 1994 bis 1996, entschied, dass das SOC-K selbständiger werden sollte, und im März 1995 wurde das von Colonel Lance Booth umgesetzt. Daraufhin wurde das SOC-K mit SOCKOR abgekürzt und bekam sein Hauptquartier im Camp Kim. Zusätzlich wurde das Personal auf 50 Stellen aufgestockt.
Der erste Einsatz der Einheit war der koreanische U-Boot-Zwischenfall von 1996. Es wurde eine Task Force gegründet, in der Spezialeinheiten der Vereinigten Staaten mit der 1. Armee der Republik  Korea und drei Brigaden des ROK Army Special Warfare Command zusammenarbeiteten.
Seit dem Jahr 2000 haben alle Kommandeure der Einheit einen Generalsrang.

## Auftrag
In Friedenszeiten soll das SOCKOR alle Aktivität in Bezug auf Spezialeinheiten planen, trainieren, und ausführen. Der Kommandeur des SOCKOR soll den Kommandeur des USFK in Themen der Spezialeinheiten beraten. Sollte der Krieg auf der Koreanischen Halbinsel wieder aufflammen, wird das SOCKOR mit dem ROK Army Special Warfare Command, Korea Naval Special Warfare Squadron und der Republic of Korea Air Force Special Operations Squadron zusammengelegt und eine Combined Unconventional Warfare Task Force bilden. Der Kommandeur dieser neuen Einheit wäre ein koreanischer Generalleutnant, und der Kommandeur des SOCKOR wäre dann der stellvertretende Kommandeur. Das SOCKOR selbst würde dann in United Nations Command Special Operations Component umbenannt.